# Ommata liturifera
Ommata liturifera är en skalbaggsart som beskrevs av Bates 1873. Ommata liturifera ingår i släktet Ommata och familjen långhorningar. Inga underarter finns listade i Catalogue of Life.